# Imposto sobre Grandes Fortunas
O Imposto sobre Grandes Fortunas (IGF) é um tributo previsto na Constituição brasileira de 1988, mas ainda não regulamentado. Trata-se de um imposto federal, ou seja, de competência exclusiva da União para sua instituição e aplicação (Constituição da República, artigo 153, inciso VII). Por ainda não ter sido regulamentado, não pode ser aplicado.
Uma pessoa com patrimônio considerado grande fortuna pagaria, sobre a totalidade de seus bens, uma alíquota de imposto. Em determinados projetos de lei apresentados no Senado Federal do Brasil, as alíquotas previstas são progressivas, ou seja, quanto maior o patrimônio, maior a porcentagem incidente sobre a base de cálculo.

## Histórico
Os advogados Wellington Catta Preta Costa e Djair Nunes de Santana, em junho de 2014, ingressaram com pedido judicial requerendo a regulamentação do tributo sobre as grandes fortunas (MI 6389), estando previsto o direito na Constituição da República Federativa do Brasil de 1988, artigo 153, VII. Na peça, mandado de injunção, abordaram diversos direitos e garantias previstos na constituição mas até agora não cumpridos. Abriu-se a possibilidade da regulamentação da corrupção como crime atroz. O ex-ministro Joaquim Barbosa recepcionou a demanda, tendo sido, contrários à medida, o Executivo, o Senado Federal e o Procurador-Geral da República. Mantiveram-se, neutros, por falta de argumentos, a Câmara dos Deputados (cujo projeto encontra-se arquivado na casa legislativa) e a Defensoria Pública. Os autos encontram-se nas mãos do ministro Teori Zavascki. Tendo o ex-ministro Barbosa abandonado a corte para aposentar-se e ante a falta de manifestação, utilizaram-se do Direito de Petição, previsto constitucionalmente, para que o Presidente do Supremo, Ricardo Lewandowski, levasse, ao plenário, a medida, o que até agora não foi atendido.

### Projetos de lei para instituição
A Revista de Informação Legislativa elenca alguns projetos de lei complementar, visando à instituição prática do IGF, entre os quais: o PLP 162/89, do senador Fernando Henrique Cardoso, o PLP 108/89, do deputado Juarez Marques Batista, o PLP nº 208/89, do deputado federal Antônio Mariz e o PLP nº 218/1990 do Governo Collor. Alguns desses projetos seguem tramitando nas casas do Congresso Nacional do Brasil.
Projetos de lei complementar no Senado Federal:
- PLS - Projeto de Lei do Senado n.º 534, de 2011 - Complementar[3][4]
- PLS - Projeto de Lei do Senado n.º 50, de 2008 - Complementar[5][6]
- PLS - Projeto de Lei do Senado n.º 100, de 2008 - Complementar[7][8]
- PLS - Projeto de Lei do Senado n.º 128, de 2008 - Complementar[9][10]

Projetos de lei complementar na Câmara dos Deputados
- PLP - Projeto de Lei Complementar n.º 77, de 1991[11][12][nota 2]

Mandado de Injunção para instituição do imposto sobre grandes fortunas - Direito Constitucional Garantido - MI 6389
Direito de petição exercido para que o julgamento fosse levado ao plenário, solicitando o devido Ativismo Judicial

## Tributação contra concentração de renda
Os instrumentos utilizados para evitar a concentração de renda e riqueza consistem em políticas públicas de incentivo (educação, subsídios a pequenos empreendedores etc.) ou políticas de tributação, progressivas ou não progressivas, incidentes sobre diversos fatos geradores, tais como:
- Consumo (exemplos: Imposto sobre Circulação de Mercadorias e Serviços - ICMS, que não precisa ser progressivo, e Imposto sobre Produtos Industrializados - IPI, obrigatoriamente progressivo[15]);
- Patrimônio (exemplos: Imposto sobre a Propriedade de Veículos Automotores - IPVA, Imposto sobre a Propriedade Territorial Urbana - IPTU);
- Renda (exemplo: Imposto de Renda, embora a distribuição de lucros seja isenta no Brasil[16]);
- Transmissões gratuitas (Imposto sobre Transmissão Causa Mortis e Doação - ITCMD).

O IGF seria, então, uma espécie de tributo sobre o patrimônio.

## Debate entre argumentos favoráveis e desfavoráveis
É possível elencar, ao menos, quatro controvérsias em torno do IGF:
- No Brasil, políticos, tributaristas e economistas divergem se o IGF é um instrumento eficaz de arrecadação ou de diminuição da concentração de renda e de riqueza.[nota 4]
- Definir qualitativamente e quantitativamente o que é uma grande fortuna, algo que pode consistir mais do que o sentido coloquial de milionário.
- Definir se o IGF deve recair apenas sobre pessoas físicas residentes ou também sobre pessoas jurídicas constituídas no Brasil e no exterior.
- A instituição do IGF poderia incitar um aumento em fraudes de declaração emitidas por pessoas consideradas possuidoras de grandes fortunas com o intuito de "camuflar" sua real posição social e se esquivar da obrigatoriedade do recolhimento.

Os contendores do IGF argumentam que:
- A tributação progressiva da renda pelo imposto de renda já é suficiente para impedir a acumulação desproporcional de riquezas.
- O IGF estimula a evasão fiscal, pela não declaração ou sub-valoração de bens (bens imóveis e móveis, como joias e obras de arte).
- O IGF seria iníquo ao tributar, de forma desigual, fortunas baseadas em bens de raiz (que podem ser sub-valorados) e fortunas baseadas em bens financeiros (quotas, ações, títulos, depósitos em bancos etc.), tributados, em regra, a valor de mercado.
- O IGF estimula a elisão fiscal pela transferência de patrimônio de pessoas físicas a empresas constituídas no país[nota 5] ou em países de tributação mais favorecida.[nota 6][nota 7]
- A incidência do IGF sobre pessoas jurídicas constituídas no Brasil ou no exterior desestimula o investimento.[nota 8]
- O IGF, ao tributar a riqueza acumulada em vida, desestimula a poupança e o empreendedorismo.
- O IGF constitui dupla tributação, pois a renda já teria sido tributada antes de ser considerada acumulada (patrimônio ou em sentido mais estrito riqueza).
- O ITCMD constitui instrumento mais eficaz para evitar a concentração de renda e riqueza, sem desestimular o empreendedorismo, já que onera a transmissão gratuita de patrimônio entre gerações.[nota 9]

Os defensores do tributo argumentam que:
- Apenas a tributação progressiva da renda é insuficiente para diminuir a atual concentração de riquezas, pois a tributação da renda não onera a riqueza que já foi acumulada ao longo dos períodos pregressos de baixa tributação sobre o patrimônio (IPVA, IPTU etc.) e sobre as transmissões gratuitas (ITCMD).
- A evasão fiscal pode ser combatida com a informatização e integração das bases de dados dos cartórios de imóveis e o compartilhamento das bases de dados do IPTU pelos fiscos municipais.
- A elisão fiscal e a incidência do tributo sobre pessoas jurídicas constituídas no Brasil podem ser evitada com diversas medidas distintas, entre elas:

1. Valoração patrimonial de cotas em sociedades limitadas ou sociedade por ações de capital fechado;
2. Vedação de que pessoas jurídicas sejam proprietárias de bens que não constituam estritamente fatores de produção, conforme a finalidade definida em seu contrato ou estatuto social; e
3. Obrigatoriedade de identificação das pessoas físicas controladoras das empresas remetentes ou destinatárias de fluxos de capitais externos, ainda que tal controle ocorra por pessoas jurídicas interpostas.
4. Fiscalização efetiva de preços de transferência entre pessoas jurídicas controladas e coligadas, ou seja, a compatibilidade entre custo da mercadoria e a respectiva cobertura cambial nas importações e exportações entre tais empresas, evitando-se assim eventual distribuição disfarçada de lucros;

- O IGF, ao incidir apenas sobre as grandes fortunas em sentido estrito, não desestimula o empreendedor a buscar a fortuna ou tornar-se milionário.
- O IGF não constitui dupla tributação, pois não representa mera tributação da renda, mas a tributação de uma falha de mercado ou externalidade negativa, qual seja, a grande fortuna. Nessa visão, a grande fortuna é considerada uma riqueza extraordinária, fato que merece tributação independente do patrimônio, considerado um fato ordinário.
- O Imposto de transmissão causa mortis e doação (ITCMD) no Brasil está sujeito a uma alíquota máxima de 8% (oito por cento) estabelecida por resolução do Senado Federal[18] e autoridades fiscais dos Estados têm dificuldade para detectar bens de raiz,[nota 10] certos bens móveis[nota 11] e bens financeiros.[nota 12][nota 13][nota 14]
- Estimula a fraternidade entre os homens e a disputa apenas intelectual, além da possibilidade de melhorar o país em curto espaço de tempo.
- Fiscalização mais efetiva.
- Ricos são menos tributados que os pobres, no Brasil.
- Dignidade (possibilidade de ser pleno mesmo que não se queira) - direitos humanos garantidos.

Para mais, ver: Mandado de Injunção pela regulamentação do Imposto sobre Grandes Fortunas (MI 6389 e Pet 5219 - STF)